# Fole Sogn
Fole Sogn ist eine dänische Kirchspielgemeinde (dän.: Sogn) in Nordschleswig. Bis 1970 gehörte sie zur Harde Frøs Herred im damaligen Haderslev Amt, danach zur Gram Kommune im damaligen Sønderjyllands Amt. Im Zuge der Kommunalreform zum 1. Januar 2007 wurde das Kirchspiel der „neuen“ Haderslev Kommune zugeordnet, die zur Region Syddanmark gehört.
Nachbargemeinden sind im Süden Gram, sowie auf dem Gebiet der Vejen Kommune im Westen Sønder Hygum und im Nordosten Rødding.
Die Gemeinde hatte am 1. Januar 2023 395 Einwohner, davon lebten 215 im Kirchdorf.